# Befody
Befody est une commune rurale malgache située dans la région de Vatovavy.